# Јурјевски Дол
Јурјевски Дол (словен. Jurjevski Dol) је насељено место у општини Шентиљ, Подравска регија, Словенија.

## Историја
До територијалне реорганизације у Словенији био је у саставу старе општине Песница.

## Становништво
У попису становништва из 2011. године, Јурјевски Дол је имао 60 становника.
| Број становника према пописима | Број становника према пописима | Број становника према пописима |
| ------------------------------ | ------------------------------ | ------------------------------ |
| 1991                           | 2002                           | 2011                           |
| 50                             | 66                             | 60                             |

Напомена: Године 2010. увећано за део насеља Згорње Градишче.